# 非兹耶夫∙贾万希尔∙阿于布之子
非兹耶夫∙贾万希尔 （阿塞拜疆语：Cavanşir Əyyub oğlu Feyziyev）阿塞拜疆政治家。

## 生平
1963年 - 出生在舍基区布于克∙达赫纳村
1970-1980年 - 在舍基区读高中
1983-1985年 - 在哈萨克斯坦服兵役
1986-1991年 - 学习在阿塞拜疆师范外语学院的翻译系、为翻译-教师专业（优秀毕业证书）大学毕业了
1991-1992 年 - 在阿塞拜疆师范外语学院的“Lingvist”教育和翻译中心当执行理事
1992-1994 年 - 在阿塞拜疆师范外语学院的翻译系工作为教师
从1994年9月至1995年5月 - 在比利时的“无境医生”人道主义组织工作为翻译和管理人
从1995年5月至1998年10月 - 在美国 “Philip Morris”公司高加素办事处的阿塞拜疆处工作为处长
从1998年10月至 2002年10月 - «Planet Co. Ltd»公司的创办人和管理人
从2002年10月至 2010年11月 - «AvroMed»公司的创办人和首席执行官
2004年 - 在舍基市创办 «Tour-Invest» 公司
从2010年12月至2015年10月 - 第四届阿塞拜疆共和国议会议员, 舍基第115号-第二选区的议员 
从2015年10月至今 - 第五届阿塞拜疆共和国议会议员, 舍基第115号-第二选区的议员 
党籍-独立的
已婚，有四个孩子。

## 科学工作

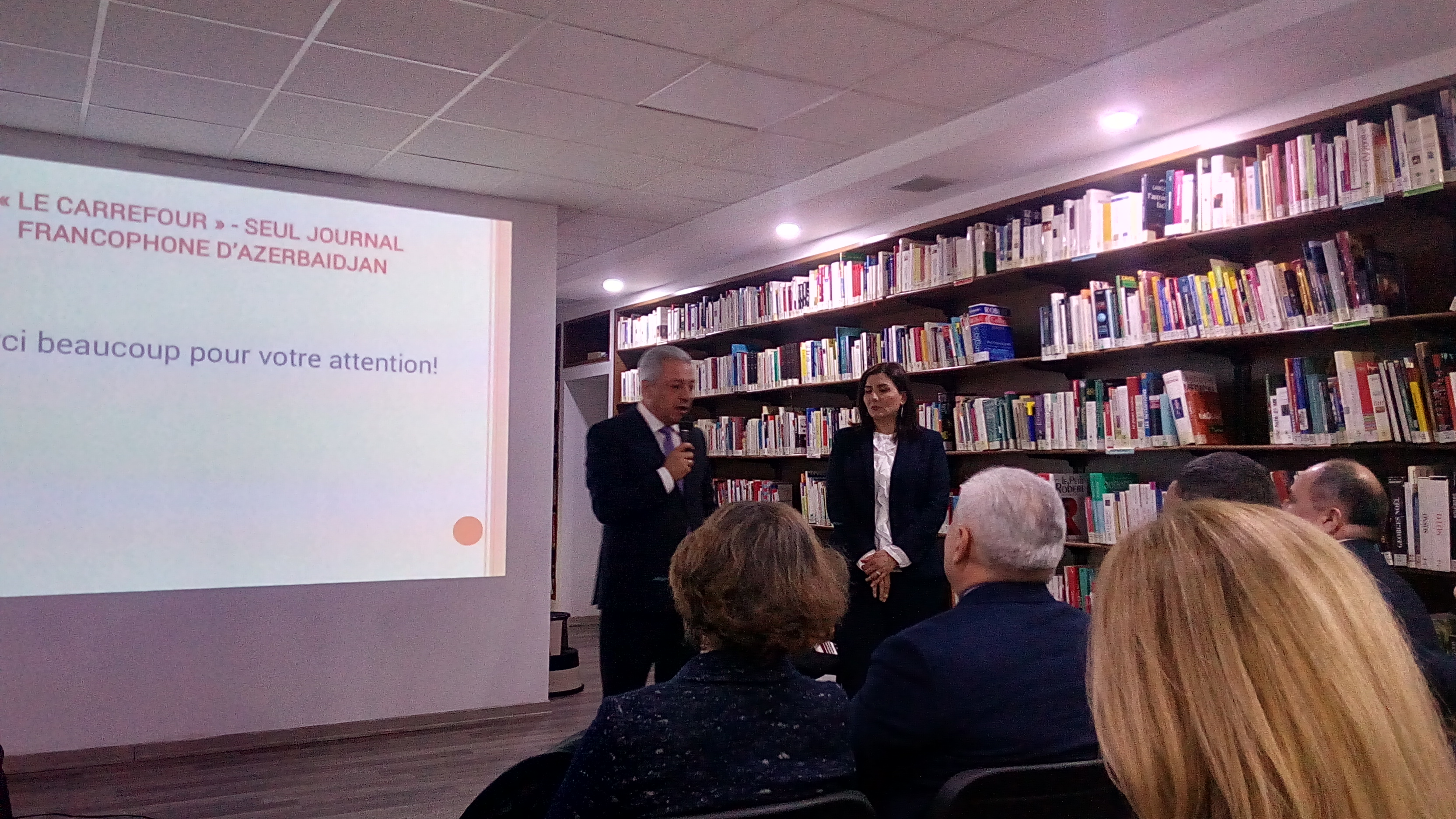
2017年

2004-2009年 在阿塞拜疆共和国国家科学院当哲学、社会、法律学院的副博士，2009年10月答辩“民族-政治冲突的道德方面”题目的毕业论文后授予哲学方向的哲学博士学位。
从2010年 是阿塞拜疆共和国国家科学院哲学院的博士。目前准备答辩“突厥国家联盟：全球一体化的欧亚模式”题目的科学工作而授予政治学博士学位。
2002年	出版了英文的“高加素民族-政治冲突而它们对国家独立的影响”书。
2008年	出版了“平安哲学”科学政论书。
2013年	“突厥国家联盟：全球一体化的欧亚模式”专题论文先在阿塞拜疆语出版，后来在土耳其语、哈萨克语、吉尔吉斯语、俄语、波斯尼亚语和匈牙利语出版了。
2017年	出版了“突厥世界”5册书。
第1册-“突厥世界的基本价值”
第2册-“突厥民族”
第3册-“突厥国家历史”
第4册-“突厥学”
第5册-“突厥世界的历史人物”	
2015年 把法国历史家Jorj dö Mallevil 的“1915年亚美尼亚的悲剧”书翻译成阿塞拜疆文后出版了。
2016年 把法国作家、诺贝尔奖获得者 Patrik Modiano 的“在院子里不迷路”小说翻译成阿塞拜疆文。
2018年把法国作家Jan Cristof Rufen 的 “大心”小说翻译成阿塞拜疆文。
在过去的十年中，在阿塞拜疆，土耳其，美国，哈萨克斯坦，乌克兰和俄罗斯的各种科学出版物上发表了60多篇科学文章。
他是在期刊中公共政治和历史哲学题目的100多篇文章的作者。
他会说阿塞拜疆语、俄语、土耳其语、法语、英语。

## 政治活动
在2010年11月7日的议会选举中，从115号舍基村第二选区他被选为阿塞拜疆共和国议会第四次集会议员。
在2015年11月1日的议会选举中，从115号舍基村第二选区他被选为阿塞拜疆共和国议会第五次集会议员。
他是议会国际事务和议会间关系委员会以及文化委员会的成员。 
阿塞拜疆英国和阿塞拜疆法国议会间工作组的负责人。
他是阿塞拜疆共和国议会与瑞士，匈牙利，波斯尼亚 - 黑塞哥维那，吉尔吉斯斯坦和日本议会之间工作组的成员。
参加突厥语国家议会上议会代表团的成员。
在AVRONEST 议会上是阿塞拜疆议会的代表人。
从2017年1月起是欧洲联盟-阿塞拜疆议会合作委员会的共同主席。

## 公共活动
从2005年“Discovery Azerbaijan”科学杂志的创始人和主编。
阿塞拜疆哈萨克斯坦友谊社会”公共联盟的共同创始人。
从2010年是阿塞拜疆记者联盟的成员。
2013年和2018年，他在阿塞拜疆记者的第六和第七次代表大会上当选为阿塞拜疆新闻理事会理事。
2015年，他担任科尔马市（法国）的名誉大使。
自2018年以来，他是阿塞拜疆作家联盟的成员。

## 外部連結
- Feyziyev Cavanşir Əyyub oğlu - Milli Məclis （页面存档备份，存于）
- Cavanşir Xalqın Adamı （页面存档备份，存于）